# КК Профиколор
КК Профиколор је био кошаркашки клуб из Панчева. Такмичио се у Првој лиги СР Југославије у сезонама 1992/93. и 1993/94.

## Познатији играчи
- Миленко Топић
- Дејан Радоњић
- Никола Булатовић
- Драгиша Шарић
- Жељко Топаловић